# Nina Ulmaja
Nina Maria Johanna Ulmaja, född 21 augusti 1967 i Finland, är en finsk-svensk författare och bokformgivare.
Ulmaja har undervisat i grafisk design och typografi på Konstfack och Beckmans. Hon arbetar som formgivare med inriktning på bokformgivning och varumärkesbyggande. Hon har bland annat fått VM-brons i bokdesign samt tilldelats Berlingpriset 2010 förutom 25 priser i Svensk bokkonst. Bland de mer kända omslagen som Ulmaja har designat finns Lars Noréns dagbok, David Lagercrantz bok Jag är Zlatan Ibrahimovic och Tomas Tranströmers samlade dikter.
2012 utgavs Nina Ulmajas första egna bok, ABC å allt om D, som hon både skrivit, illustrerat och formgivit. Boken vann samma år Augustpriset i kategorin barn- och ungdomsböcker. 2019 utkom boken Strindbergs lilla röda, skriven i samarbete med Alexandra Borg. Boken nominerades till Augustpriset i fackboksklassen.
Ulmaja är uppvuxen i Sverige och är bosatt i Gröndal.

## Fotnoter
1. ↑  Namnet stavas Niina i folkbokföringen